# Francisco María de Médici

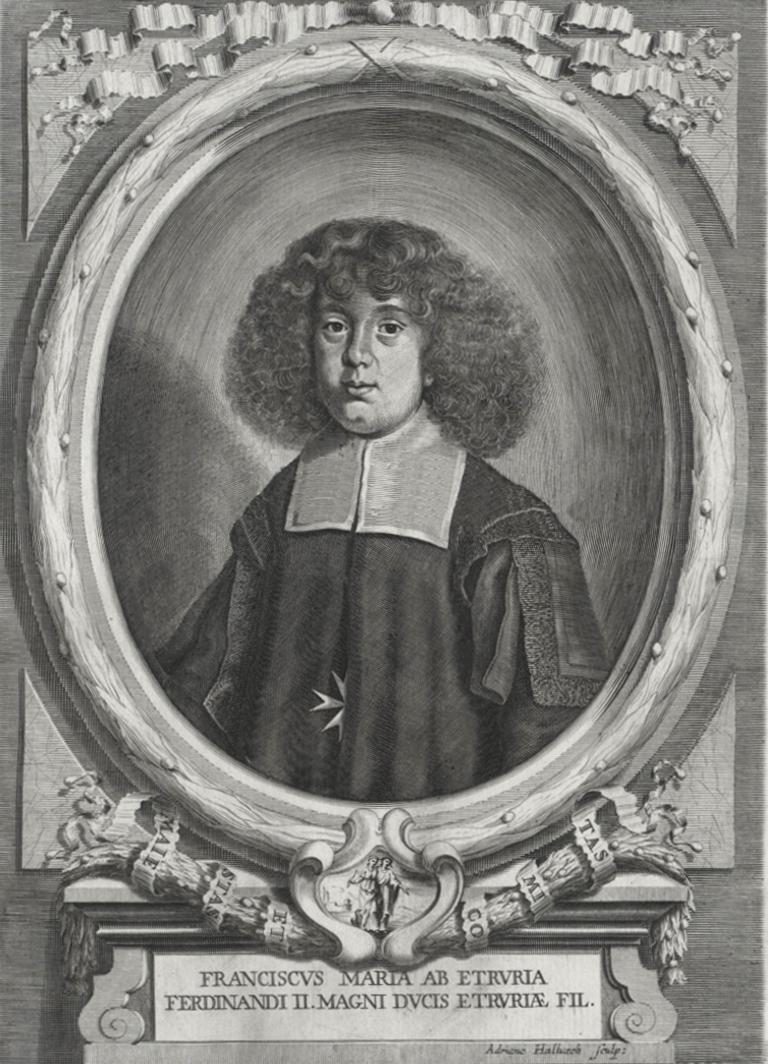

Francisco María de Médici (Florencia, 12 de noviembre de 1660 – Villa di Lappeggi, 3 de febrero de  1711), fue miembro de la Casa de Médici. Fue sucesivamente gobernador de Siena, cardenal y después el heredero de los Ducados de Rovere y Montefeltro por derecho de su madre.

## Biografía
Francisco María fue el segundo hijo de Fernando II de Médici y su esposa Victoria della Rovere. Fue el producto de una reconciliación entre sus padres después de que su madre encontró el Gran Duque de Toscana en la cama con uno de sus pajes. Nació con 18 años de distancia con respecto al primogénito de la pareja, el futuro gran duque Cosme III de Médici. Sus primos maternos incluyen al obispo austríaco de Olmütz y el duque de Mantua, Carlos III de Gonzaga-Nevers.
Francisco María fue destinado en un primer momento para el gobierno de Siena (1683), cargo que ostentó hasta la muerte, y en 1686 además fue nombrado cardenal,con el permiso del Papa Inocencio XI, ejerciendo una gran influencia en los cónclaves de 1689 y 1700. No obstante, su tentativas para obtener nuevas prebendas y honores (fue abad comendatario de Abadía de San Galgano-además de príncipe protector de la antiquísima cofradía dedicada al santo caballero-eremita-de San Esteban en Carrara, Marchiennes y de Saint Amand), Francisco no vivió en Roma sino en la Villa di Lappeggi,en las afueras de Florencia, que hizo reestructurar y que se convirtió en la sede de su personalísima corte, conocida más que nada por los festines que en ella se desarrollaban.
A la muerte de su madre en marzo de 1694, la sucedió en los Ducados de Rovere y Montefeltro, sus posesiones. Actuó como mentor de su sobrino el Gran Príncipe de Toscana, heredero al trono de la Toscana. Cuando se hizo evidente que el gran príncipe y su esposa Violante Beatriz de Baviera no iban a producir un heredero, Cosme III miró hacia su hermano para resolver el problema que enfrentaba la sucesión de la Toscana. La cuestión de un heredero se agravó aún más cuando la unión entre el príncipe Juan Gastón de Médici y Ana María Francisca de Sajonia-Lauenburg también permaneció estéril.
En 1709, ya en pésimas condiciones físicas a causa de los excesos de todo tipo a los cuales se había dedicado, obtuvo la dispensa papal para renunciar al cardenalato, y fue obligado a casarse con Eleonora Luisa Gonzaga, hija de Vincenzo Gonzaga, duque de Guastalla, en un intento de salvar la dinastía. Casados por poderes el 16 de junio de 1709, la pareja se casó en persona el 14 de julio de 1709.
La tentativa fue fallida tanto por la inicial resistencia de la princesa a consumar el matrimonio con un hombre veintiséis años mayor que ella, y temiendo contraer enfermedades venéreas, solo vencida con lisonjas y amenazas, como por las pésimas condiciones de salud de su esposo, que ponían en duda su capacidad de procrear.
Francisco María se retiró a Bagno a Ripoli, donde murió en 1711 de hidropesía, dejando atrás deudas exorbitantes. Su esposa le sobrevivió hasta 1742 después de haberse vuelto loca.